# Reichshofkanzlei
Die Reichshofkanzlei war seit 1559 die ständige Kanzlei des Heiligen Römischen Reiches. Sie ging auf ältere Vorgänger zurück. Nominell stand ihr der Erzbischof von Mainz als Reichserzkanzler vor. Faktischer Leiter war der Reichsvizekanzler.

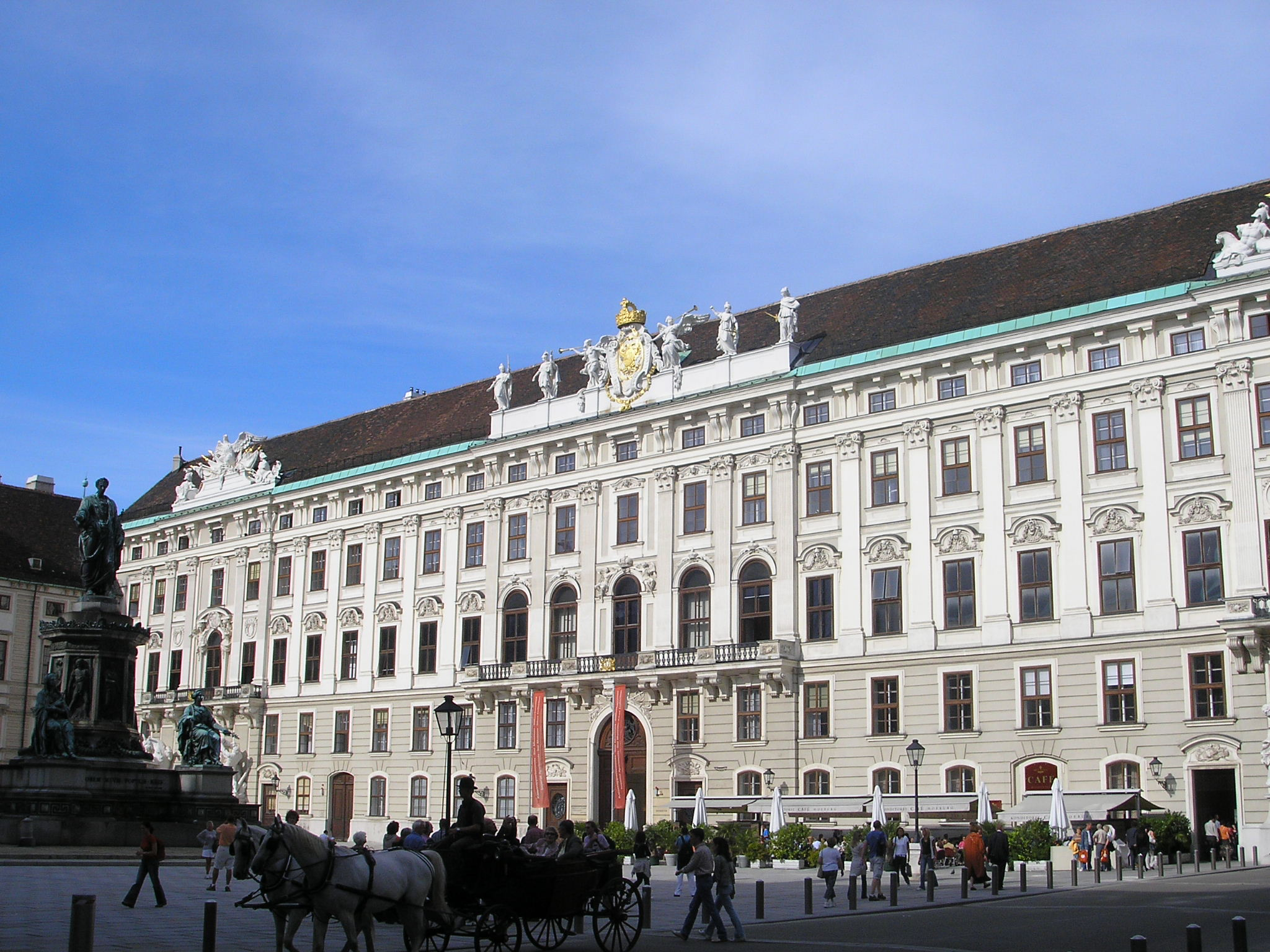
Reichskanzleitrakt der Wiener Hofburg als Sitz der Reichshofkanzlei

## Entwicklung
Im Mittelalter existierten in den germanisch-romanischen Reichen, die sich nach dem Untergang Westroms etabliert hatten (siehe Völkerwanderung), jeweils eigene Kanzleien. Trotz des Verfalls der ehemaligen römischen Verwaltungseinrichtungen (die noch in der ausgehenden Spätantike funktionsfähig waren) waren schriftliche Aufzeichnungen und Dokumentation des Schriftverkehrs weiterhin unverzichtbar. Im Frankenreich hatten die frühen Merowingerkönige auch schriftkundige Laien beschäftigt, die Karolinger mussten hingegen vollständig auf Geistliche zurückgreifen, da nur diese noch über die notwendigen Lese- und Schreibfähigkeiten verfügten. An diesem Grundsatz änderte sich auch im Ostfrankenreich und im daraus entstehenden römisch-deutschen Reich bis ins ausgehende Spätmittelalter nichts.
Die königliche Kanzlei war die wichtigste administrative königliche Einrichtung. Sie war insbesondere für die Ausfertigung der königlichen Urkunden und jeglichen Schriftverkehr des Herrschers zuständig. Im Frühmittelalter war die Kanzlei Teil der Hofkapelle und unterstand dem Erzkaplan. Dies war im römisch-deutschen Reich seit 965 der Erzbischof von Mainz, der seit dem 11. Jahrhundert den Titel Erzkanzler für den deutschen Reichsteil führte. Der Mainzer Erzbischof blieb auch nomineller Leiter der Kanzlei, als diese im 12. Jahrhundert von der Hofkapelle getrennt wurde. Allerdings war die königliche Kanzlei keine feste Institution, bis ins 15. Jahrhundert wurde sie bei jedem Herrschaftswechsel neu aufgestellt und auch erst seit dieser Zeit ist ein fortlaufend geführtes Archiv belegt. Das römisch-deutsche Reich war denn auch deutlich schwächer verwaltet, als dies in England und Frankreich der Fall war. Wenngleich der Erzbischof von Köln weiterhin Erzkanzler für Italien und der Erzbischof von Trier Erzkanzler für Burgund blieb, lagen die faktischen Dienstgeschäfte auch in der Hand des Kanzlers.
Der Einfluss der Behörde schwankte im Lauf der Jahrhunderte teilweise stark. Seit dem 13. Jahrhundert verlor der Erzbischof von Mainz an Einfluss auf die Kanzlei, die Goldene Bulle von 1356 beschränkte ihn auf eine rein formale Rolle. Eigentlicher Leiter war seit dem 12. Jahrhundert ohnehin ein vom jeweiligen König ernannter Kanzler. Dieser stützte sich wiederum auf einen Protonotar, der in der Regel ein gelehrter Jurist war und die administrativen Abläufe regelte; er wurde daher seit dem späten 13. Jahrhundert auch als Vizekanzler bezeichnet. Unter Kaiser Friedrich III. wurden zwei Kanzleien geschaffen, die römische Kanzlei und die österreichische Kanzlei. In der Zeit Maximilians I. gewann der Mainzer Erzbischof kurzzeitig wieder an Einfluss, da dieser bei der Königswahl Maximilians 1486 sich das Anrecht gesichert hatte, wieder die Reichskanzlei führen zu können. 1498 wurde als Gegengewicht dazu von Maximilian eine österreichische Hofkanzlei geschaffen. Ursprünglich gedacht auch für Reichsangelegenheiten, wurde die Zuständigkeit wie unter seinem Vater Friedrich III. bald auf Angelegenheiten der österreichischen Erblande und Burgund beschränkt.
Größere Bedeutung erlangte das Erzkanzleramt unter Berthold von Henneberg, dem es gelang, die Leitung der Reichskanzlei persönlich wahrzunehmen, denn er weilte längere Zeit am Hof und zog mit ihm umher. Als Berthold nicht mehr mit dem König reiste, trennte sich die römische Kanzlei vom wandernden Hof und folgte eher dem Erzkanzler als dem König. Im Reichsregiment des Jahres 1500 wurde ihm das alleinige Ernennungsrecht der Kanzleibeamten zugestanden.
Nach dem gescheiterten Experiment des Reichsregiments ließ Maximilian I. die Reichskanzlei von seiner Hofkanzlei mitverwalten. Allerdings hob er die prinzipiellen Rechte des Mainzer Erzbischofs an der Führung der Reichskanzlei nicht auf. Die normalen Geschäfte des Reiches führte die Hofkanzlei, die Rechte des Mainzer Erzbischofs waren beschränkt auf die Zeit seiner persönlichen Anwesenheit am Hofe und für die Dauer der Reichsversammlungen. Es bestand ein Unterschied zwischen dem verbrieften Recht und der tatsächlich geübten Gewohnheit.
1620 wurde für die österreichischen Angelegenheiten und Fragen des Hauses Habsburg die österreichische Hofkanzlei ausgegliedert. Neben der Ausstellung von Urkunden und der Bewältigung des Schriftverkehrs bewahrte die Kanzlei das kaiserliche Siegel auf und war für das Reichsarchiv zuständig. Die noch im ersten Jahr erlassene Kanzleiordnung sah die Trennung von Angelegenheiten des Reiches und der Erbländer vor. Wirklich umgesetzt wurde diese Bestimmung indes nie.
In der Folgezeit verlor die Reichshofkanzlei in Konkurrenz mit der neuen Behörde allmählich an Einfluss. Unter Joseph I. wurden die Geschäftsgänge der österreichischen und der Reichskanzlei stärker getrennt. Über den Einfluss des Reiches auf die Wiener Politik in dieser Zeit bestehen unterschiedliche Ansichten. Max Braubach und andere gehen von einer Schwächung aus, während Johannes Burkhardt davon spricht, dass das Reich zumindest ausgewogen vertreten war. Folgt man diesem erreichte die Bedeutung der Reichspolitik einen Kulminationspunkt. Während des Zwischenspiels des wittelsbachischen Kaisertums Karls VII. kam es zwangsläufig zu einer räumlichen Trennung von Reichsbehörden und der habsburgischen Verwaltung. Nach der Rückkehr mussten sich die Vertreter des Reiches in Wien ihren Platz neu suchen. Vizekanzler Rudolph Joseph von Colloredo beriet Franz I. Stephan. Für Colloredo war das Erzhaus ebenso auf das Reich, wie das Reich auf das Erzhaus angewiesen. Es gab weiterhin Vernetzungen zwischen beiden Ebenen. Allerdings hatte Maria Theresia und die Interessen Österreichs im Zweifel Vorrang. Spätestens seit Joseph II. spielte sie etwa in Fragen der Außenpolitik keine Rolle mehr.

## Reichshofkanzlei
Zur Zeit Ferdinands I. hat die Hofkanzlei zunächst weiterhin auch Reichssachen behandelt. 1559 wurde die alte Hofkanzlei Ferdinands I. mit der Reichskanzlei vereinigt; und erhielt am 1. Juni des Jahres eine erste Ordnung. Schon diese postulierte eine strikte Trennung von Reichsangelegenheiten und erbländischen Materien, die zwar in den Ordnungen von 1566 und 1570 noch deutlicher ausgesprochen, aber nie wirklich exekutiert wurde. Die Reichshofkanzlei war in der Tat zugleich auch geheime Haus- und österreichische Landeskanzlei (Fellner/Kretschmayr).
Die Verwaltungskosten der Reichs(hof)kanzlei wurden aus den von der Behörde selbst eingehobenen Taxen bestritten.

### Organisation
Die Reichskanzlei gliederte sich in eine deutsche und eine lateinische Expedition, der jeweils ein Referendar vorstand.

### Amtssitz
Angesiedelt war sie stets am Hof des Königs und Kaisers. In der Regel war ihr Sitz daher in Wien. Unter Rudolf II. wurde sie 1583 nach Prag verlegt (in Wien blieb eine „hinterlassene Reichskanzlei“ als Außenstelle zurück), während sie zur Zeit Karls VII. aus dem Haus Wittelsbach in dessen Nähe angesiedelt war.

## Reichsvizekanzler
Der Reichsvizekanzler gehörte ab 1527 dem Geheimen Rat und war bis 1620 auch für die österreichischen Angelegenheiten zuständig. Dabei kam es immer wieder u. a. krankheitsbedingt zu Doppelbesetzungen des Reichsvizekanzleramtes. Er spielte damit eine eigenständige politische Rolle bei den Geschäften des Reiches. Die Vizekanzler von Georg Sigmund Seld bis Siegmund Vieheuser waren erfahrene Verwaltungsexperten und Befürworter des Augsburger Religionsfriedens. Ihr Streben nach Kompromissen zwischen dem konfessionellen Lagern wirkte sich auch auf andere Beamten und Fürsten aus. Die tatsächliche Besetzung dieses Amtes war zwischen König und Erzbischof bis zum Ende des Reiches oft umstritten. Anfangs konnte der Erzbischof von Mainz den Vizekanzler noch ernennen, später zeitweise nur noch vorschlagen. Seit 1660 hat der Kaiser das Recht des Erzbischofs, den Reichsvizekanzler und das übrige Personal zu bestimmen, respektiert.
- 1520–1527 Nicolaus Ziegler[3]
- 1527–1531 Balthasar Merklin
- 1531–1541 Matthias von Held
- 1538–1544 Georg Gienger von Rotteneck
- 1541–1547 Johann von Naves
- 1547–1558 Jakob von Jonas
- 1559–1563 Georg Sigmund Seld
- 1563/1564 Johannes Baptist Weber[11][12][13]
- 1566–1570 Johann Ulrich Zasius[14]
- 1570–1577 Johannes Baptist Weber[14]
- 1577–1587 Siegmund Vieheuser
- 1587–1594 Jacob Kurz von Senftenau
- 1594–1597 Johann Wolfgang Freymann
- 1597–1606 Rudolf Coraduz von und zu Nußdorf
- 1606–1612 Leopold von Stralendorf
- 1612–1627 Hans Ludwig von Ulm
- 1627–1637 Peter Heinrich von Stralendorf
- 1637–1659 Ferdinand Sigismund Kurtz von Senftenau
- 1660–1669 Wilderich von Walderdorff
- 1669–1694 Leopold Wilhelm Graf von Königsegg-Rothenfels
- 1694–1695 Gottlieb Amadeus Graf von Windisch-Graetz
- 1698–1705 Dominik Andreas I. von Kaunitz
- 1705–1734 Friedrich Karl von Schönborn-Buchheim
- 1734–1740 Johann Adolf Graf von Metsch
- 1742–1745 Johann Georg Graf von Königsfeld
- 1745–1788 Rudolph Joseph von Colloredo
- 1789–1806 Franz de Paula Gundaker von Colloredo

## Kanzleigebäude

### Vorgängerbau

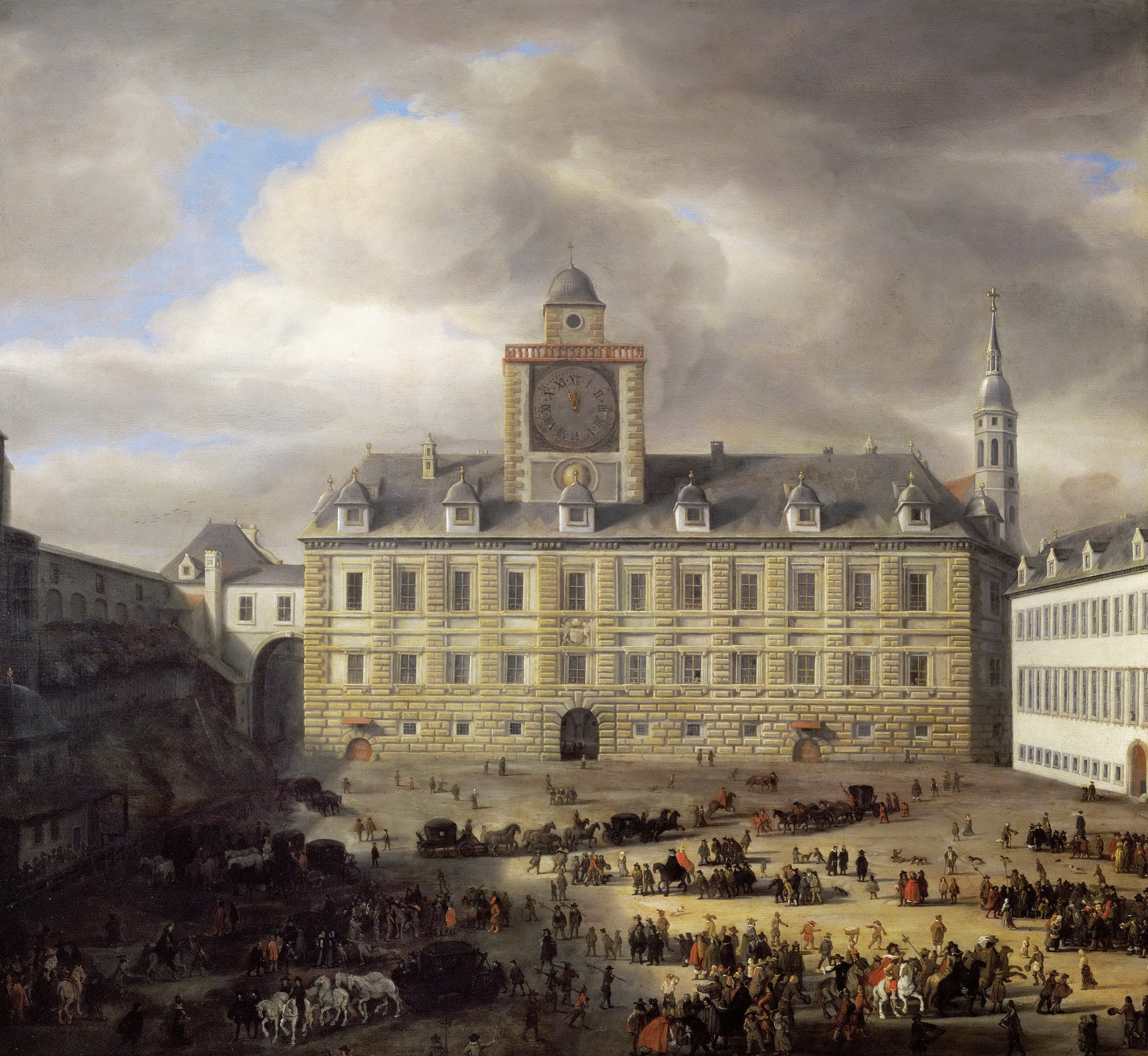
Hoogstraten Der innere Burgplatz in Wien 1652

In der Wiener Hofburg standen mehrere Adelshäuser, die im 16. und 17. Jahrhundert vom kaiserlichen Ärar erworben und nach Adaptierung zur Unterbringung von Behörden verwendet wurden. Wahrscheinlich 1629/1630 wurde an Stelle dieser drei Häuser ein Kanzleitrakt am Inneren Burghof mit einheitlicher Fassade errichtet, der erstmals im Gemälde von Samuel van Hoogstraten 1652 nachweisbar ist. Ab 1608 ist das Matthiastor, ein repräsentativer Torbau in der Verlängerung des Kohlmarktes, erstmals erwähnt, das direkt am Burgplatz lag und an den Kanzleitrakt anschloss.
1726 musste das Portal dem Neubau des Reichskanzleitraktes weichen.

### Neubau
Reichserzkanzler Lothar Franz von Schönborn beauftragte mit Johann Lucas von Hildebrandt einen Hausarchitekten der Familie Schönborn mit der Planung des Neubaus. Nach Grundsteinlegung 15. Oktober 1723 und Baubeginn wurde die Baustelle im Mai 1726 auf Weisung Kaiser Karl VI. von einem Tag auf den anderen an Hildebrandts größten Kontrahenten Joseph Emanuel Fischer von Erlach übergeben. Der Bau wurde 1729 fertiggestellt.
Die Reichshofkanzlei ist neben der Hofbibliothek und der Hofreitschule eines der Bauwerke, die Kaiser Karl VI. im Rahmen seines beabsichtigten Neubaus der Wiener Hofburg 1723–29 errichten ließ. Der Reichskanzleitrakt war der erste von vier geplanten Flügeln um den Burgplatz als dem repräsentativen architektonischen Zentrum der Hofburg.
Nach der Auflösung der Reichskanzlei mit dem Ende des Heiligen Römischen Reichs im Jahr 1806 diente der Trakt bis 1902 teils der Unterbringung des Haus-, Hof- und Staatsarchivs, teils Wohnzwecken. Während des Wiener Kongresses 1814/1815 logierte hier König Maximilian I. von Bayern, später der Herzog von Reichstadt, Napoleons Sohn, im Hauptgeschoß über der Durchfahrt zum Michaelerplatz, (Stephan-Appartement) und Erzherzog Johann im zweiten Obergeschoß. Kaiser Franz Joseph I. verlegte 1857 sein Appartement vom Leopoldinischen Trakt in das Hauptgeschoß des Reichskanzleitraktes (Franz-Joseph-Appartement), wo er bis zu seinem Tod 1916 residierte. Die Räumlichkeiten seiner Gattin Elisabeth befanden sich anschließend in der benachbarten Amalienburg.